# Brända tomten (restaurang)

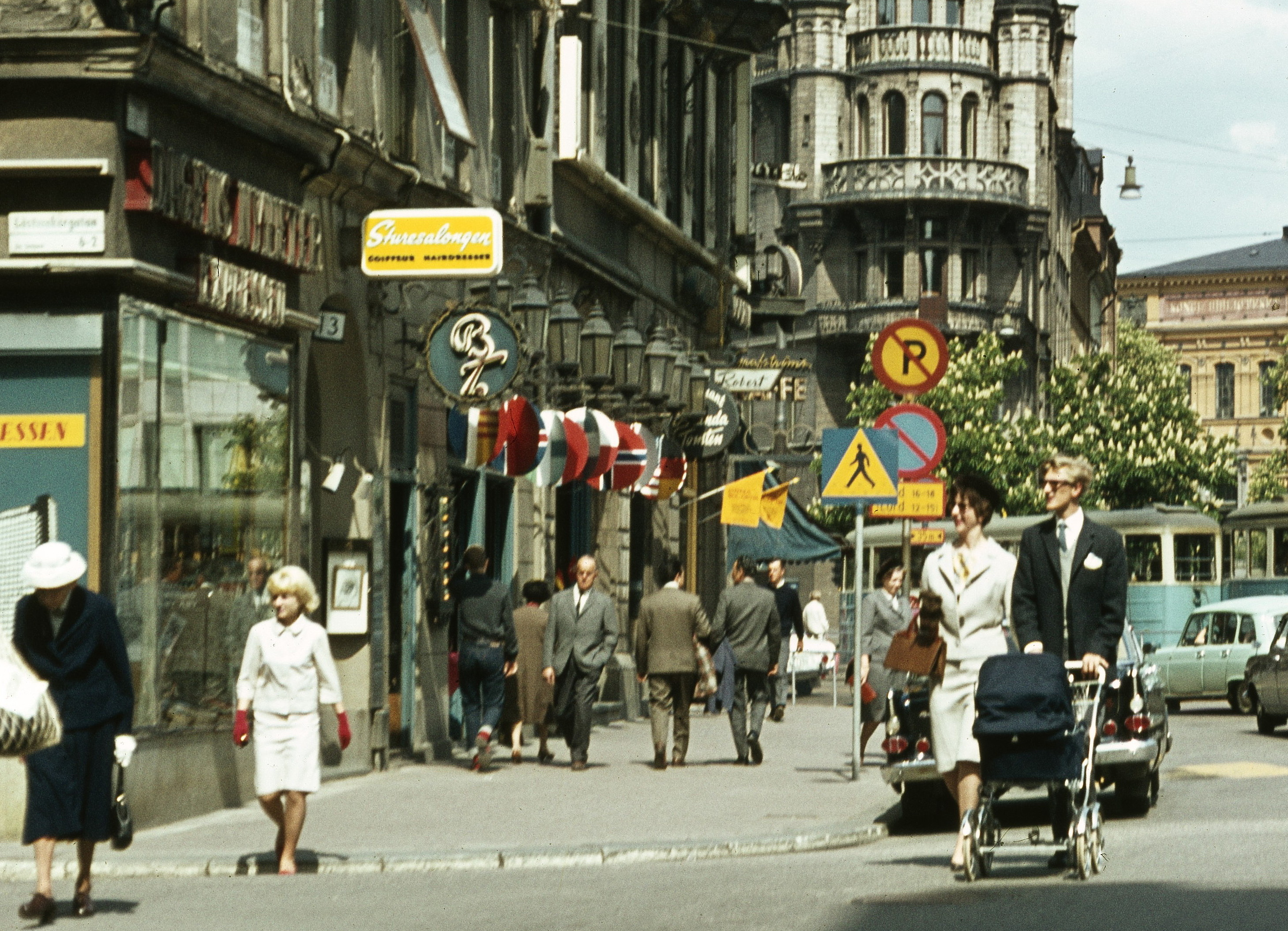
Stureplan 13–15 med restaurangen till vänster i bild 1965.

Brända tomten var en anrik restaurang vid Stureplan 13–15 på Norrmalm i Stockholm, även kallad B.T.. Restaurangen öppnade 1922 och stängde 1987. Idag finns den asiatiska restaurangen East på platsen.

## Historik

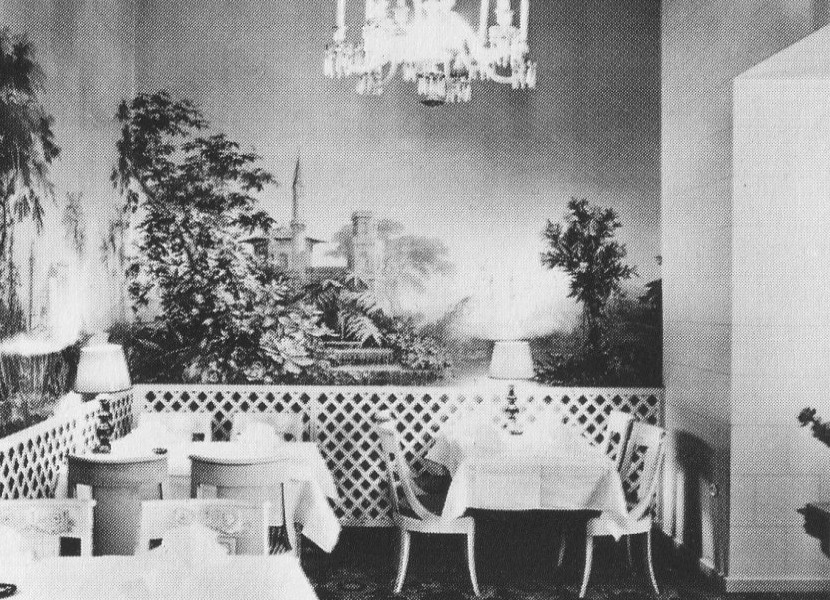
Versaillesrummet på "Tomten".

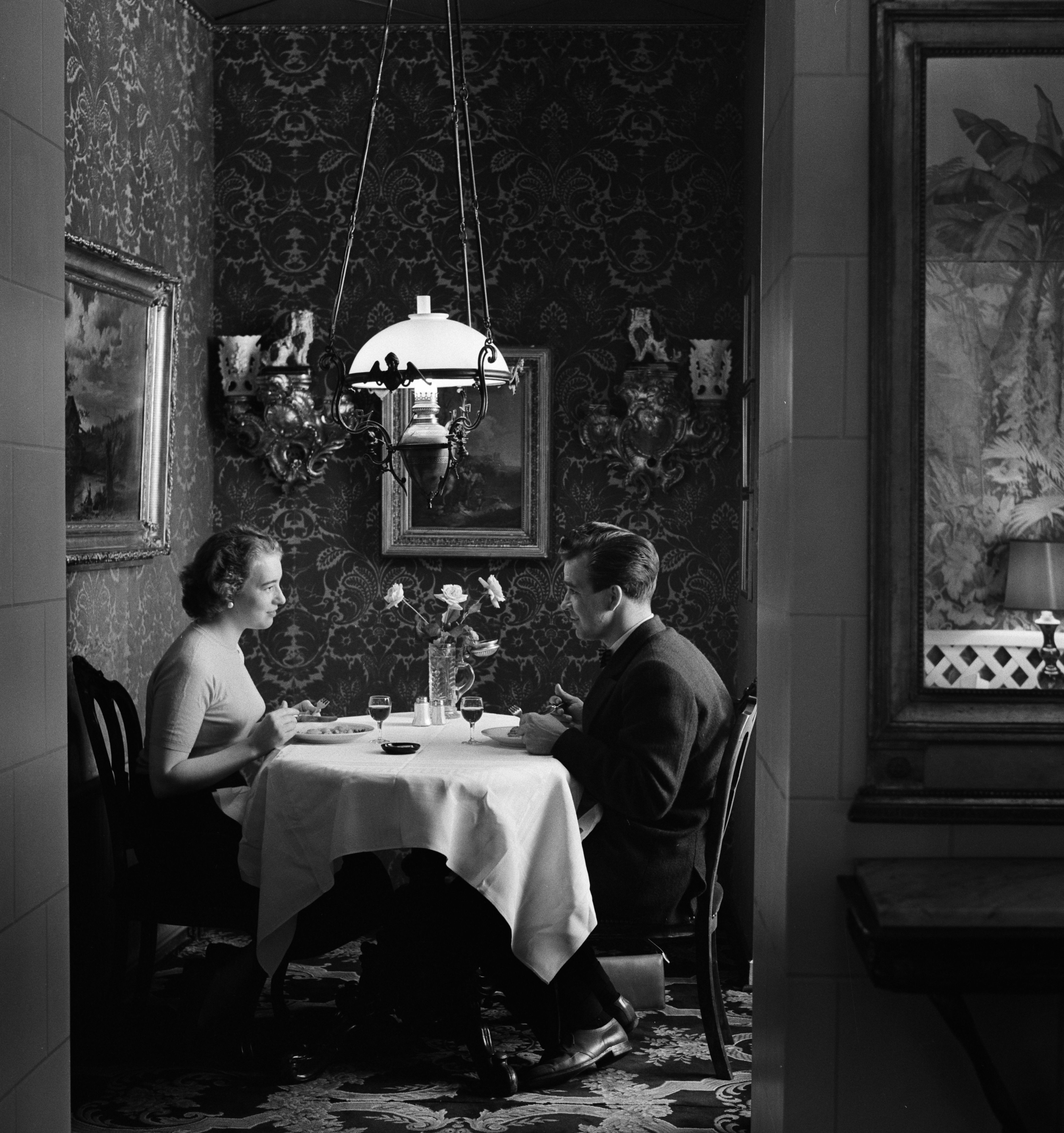
Interiör på 1950-talet.

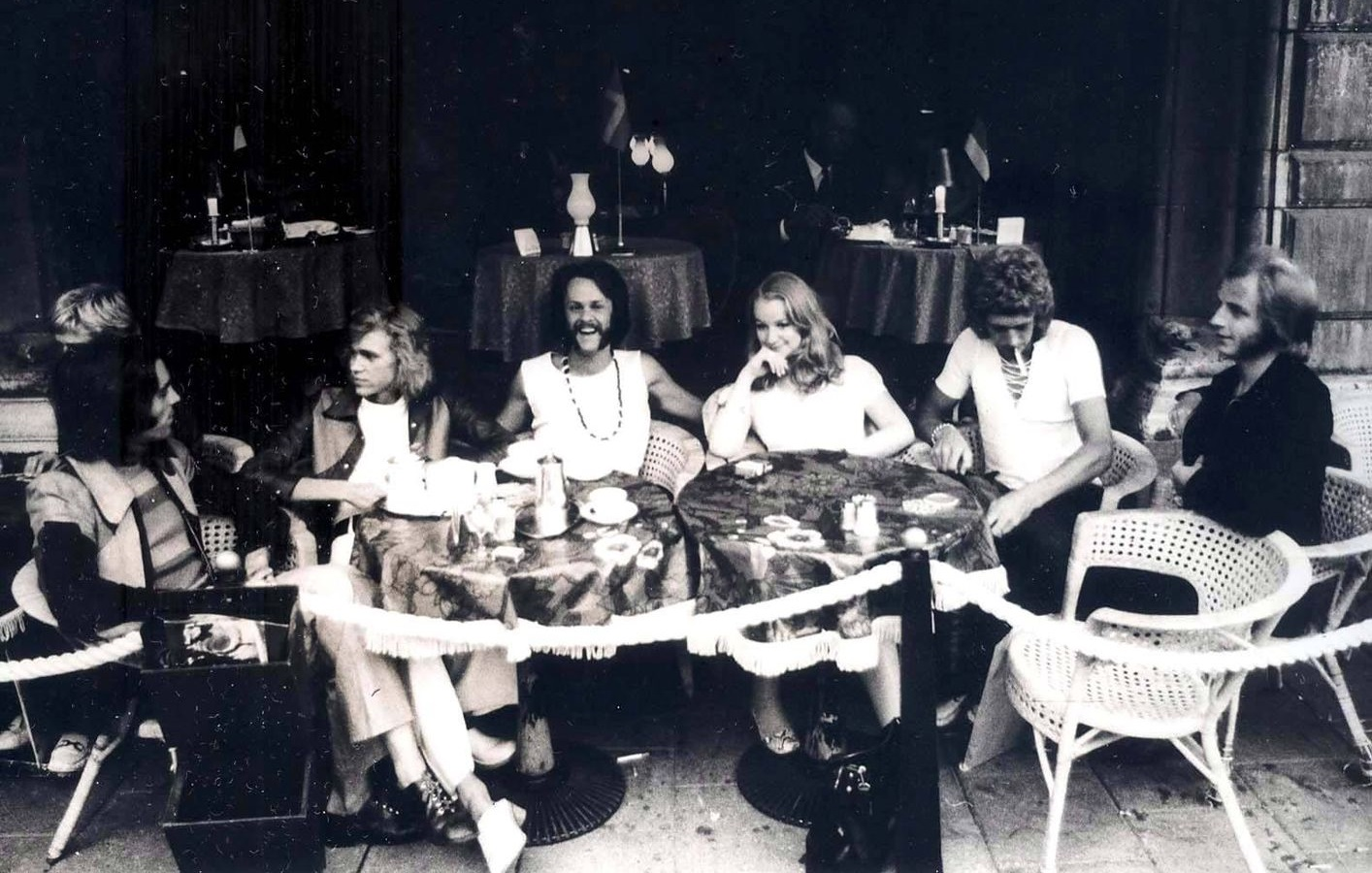
Uteserveringen på Stureplan sommaren 1971.

Brända tomten hade sina lokaler i en tidigare antikaffär och invigdes den 4 september 1922 av Sten Hellberg och hans kompanjon Sven Stål. Namnet "Brända tomten" tog Hellberg från sitt lantställe på Värmdö där huvudbyggnaden var nedbrunnen så när som på tomten och därför kallades stället brända tomten. 
Varken Hellberg eller Stål hade tidigare erfarenhet från restaurangbranschen men de ville skapa ett ställe dit även ensamma kvinnor vågade sig. Lokalens inredning kom huvudsakligen från Ståls föräldrahem. Hellberg var teater- och konstintresserad och skapade en teaterliknande atmosfär i restaurangens olika rum vilka kallades Biedermeierrummet, Lejonkulan, Röda rummet, Versaillesrummet och Spegelrummet (med stora speglar på väggarna). Rummen smyckades med inredningsdetaljer och konstföremål som Hellberg hade samlat i hela världen. Till en början var Brända tomten både konsthandel och restaurang samtidigt. Snart övertog dock restaurangverksamheten och konsthandeln upphörde. 
Brända tomtens maträtter var lika fantasifulla som inredningen med namn som ”Hawaiiansk påfågelfilé”, ”Chefens bröst på champinjonbädd”, ”Kärleksäpple” och ”Bellman och Ulla i guldsängen”. Den senare var entrecote i potatisrand med bearnaisefylld tomat. Hallberg tyckte att mat och konst hörde ihop. Till stamgästerna hörde skådespelare och konstnärer. Stämningen var inte så högtravande som på många andra restauranger vid den tiden och ensamma kvinnor kände sig trygga även utan sällskap. Verksamheten växte, så även lokalerna, och i början av 1930-talet utökades restaurangen in i delar av grannhusets (Sturegatan 15) botten- och källarvåning. På just 1930-talet hade Brända tomten sin glanstid och var ett av Stockholms inneställen. Till Hellbergs restauranger hörde även Bäckahästen och Fenixpalatset som 1930 fick en nystart av Hellberg under namnet Kaos.

## Nya ägare
År 1946 sålde Hellberg Brända tomten som sedan vandrade genom flera händer tills ICA-restauranger 1953 förvärvade stället tillsammans med restaurang Bäckahästen och Beckasinen. När ICA tog över Brända tomten fanns plats för cirka 400 gäster och lokalen var ganska sliten. Den nye ägaren inledde ett omfattande renoveringsprogram där bland andra scenografen och konstnären Sven Erik Skawonius anlitades. 
Restaurangchef blev Ulla Andersson med erfarenhet från Operakällaren och Hotell Anglais. Andersson effektiviserade verksamheten och de flesta i personalen avskedades. Därefter upplevde Brända tomten ett nytt uppsving. På 1960-talet hade man omkring 60 anställda, av dem fyra kockar, oftast från Tyskland, och två kallskänkor för varje pass. På 1970-talet satsade man framgångsrikt på turister och hade samarbete med flera resebyråer.
På 1980-talet ökade konkurrensen och den yngre publiken uteblev. Kvar blev äldre damer och herrar medan ungdomen hittade andra ställen som erbjöd fullständiga utskänkningsrättigheter. På ”Tomten” serverades vin men inte sprit. Verksamheten bar sig inte längre, och 1983 sålde ICA (som då bytt namn till Caternord) verksamheten till Scandic Hotels . Scandic initierade sedermera  en ombyggnad under krögaren Erik Videgårds ledning och 1991 öppnade den asiatiska restaurangen East i Tomtens gamla lokaler. Ingenting av den ursprungliga inredningen finns bevarad.

## Interiörbilder
Brända tomten besöktes 1956 av fotografen Sune Sundahl som dokumenterade interiören med sin kamera.

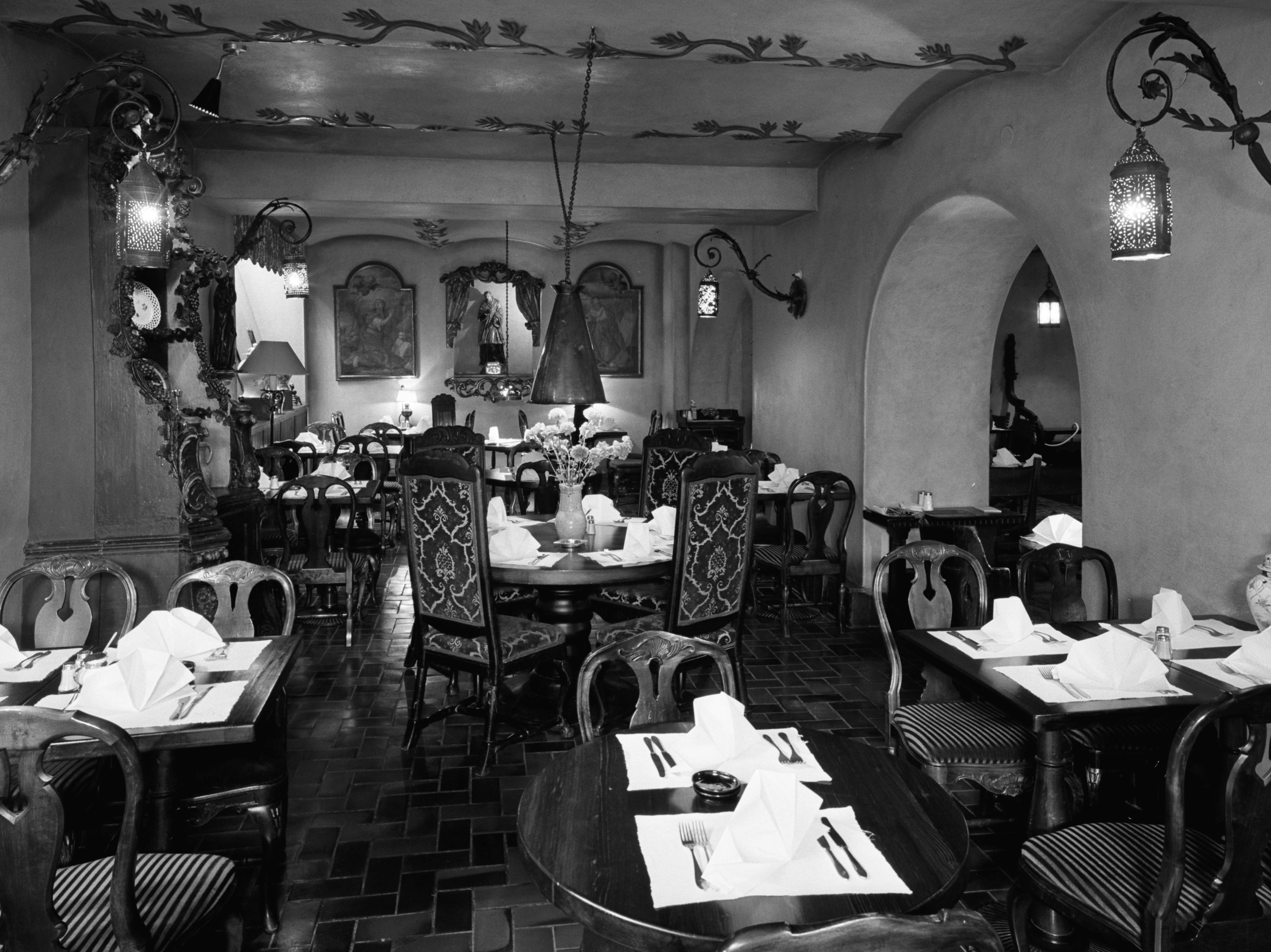
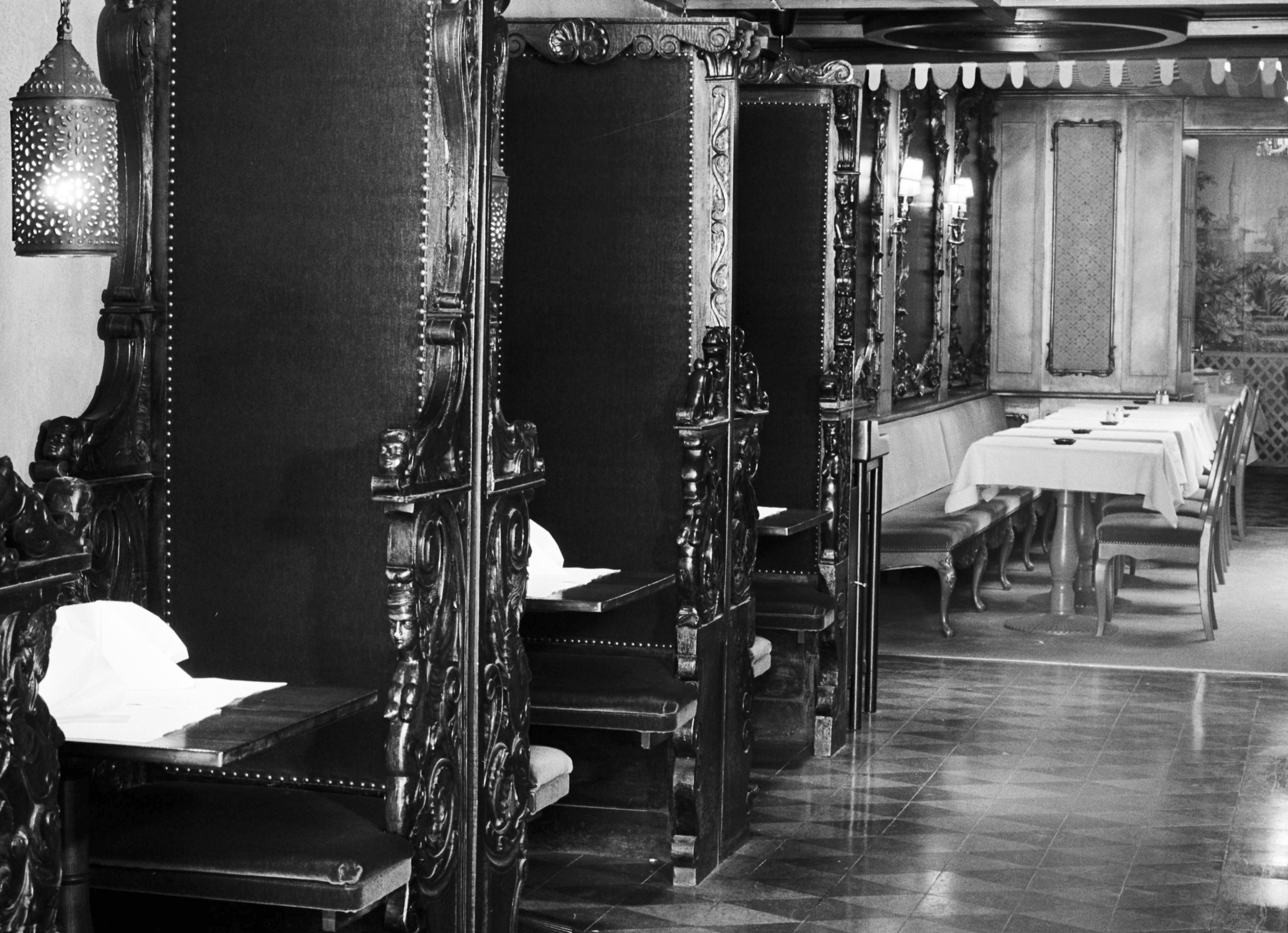
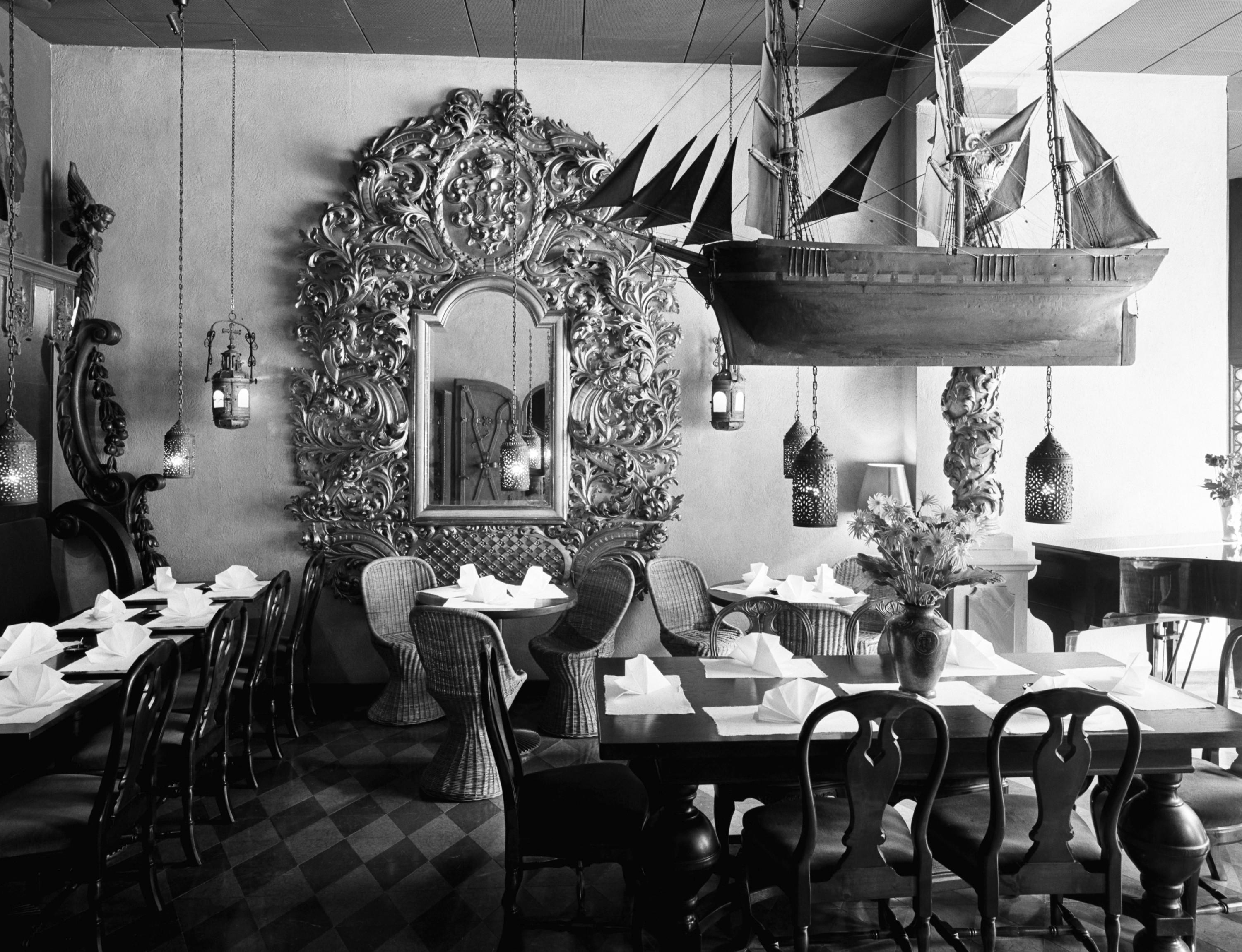
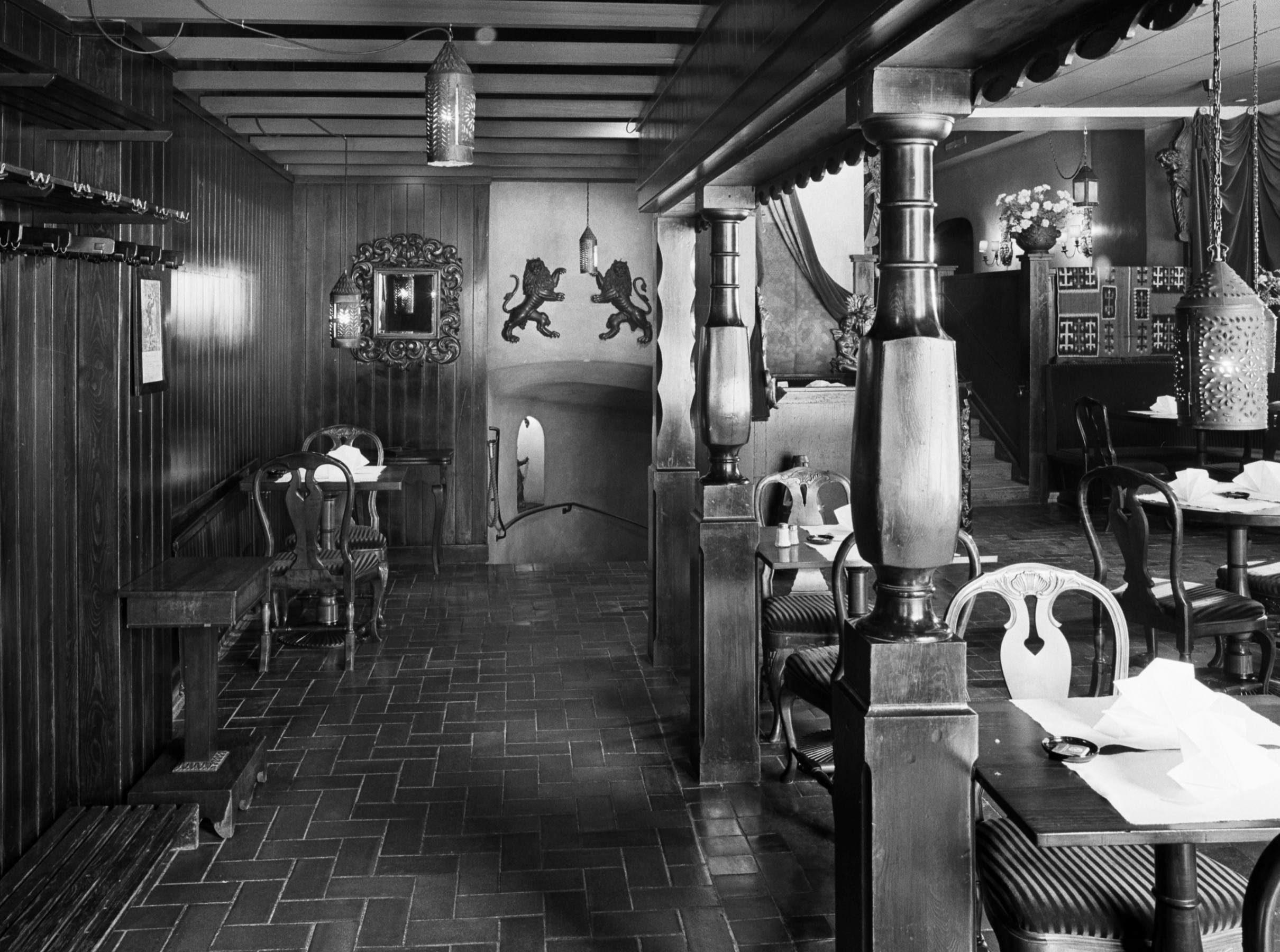

### Allmänna källor
- Pihl, Ove; Jarnhammar Lennart, Magnusson Blomquist Lotta, Hansson Janne (1997). Stockholm energi presenterar "Fröken, får jag be om matsedeln": klassiska krogar och klassiska recept från ett svunnet Stockholm : en matbok. Stockholm: Page One. sid. 38–39. Libris 7606081. ISBN 9171250492
- Ekström, Ingrid (1970). "Krogar i Stockholm" Mat, miljö, recept. Uppsala: Roland Walfridson. sid. 34